# Le Vénitien de Levallois
Le Vénitien de Levallois est une chanson de Dalida sortie en 1985. La chanson défend la mixité culturelle apportée par l'immigration ("c'est un portugais de Courbevoie, avec le soleil au bout des doigts"). Elle traite également de l'identité, affirmant l'égalité entre immigrés et français de souche, seul le trait commun de l'identité française comptant ("c'est un français de cœur, comme il y en a").